# 4 km (rejon kirowski)
4 km (ros. 4 км) – przystanek kolejowy w pobliżu miejscowości Mga, w rejonie kirowskim, w obwodzie leningradzkim, w Rosji. Położony jest na linii Mga – Kirowsk, przy osiedlu dacz.